# Cangur gris oriental
El cangur gris oriental (Macropus giganteus) és un marsupial diprotodont de la família dels macropòdids que es troba al sud i est d'Austràlia.